# Академия астурийского языка

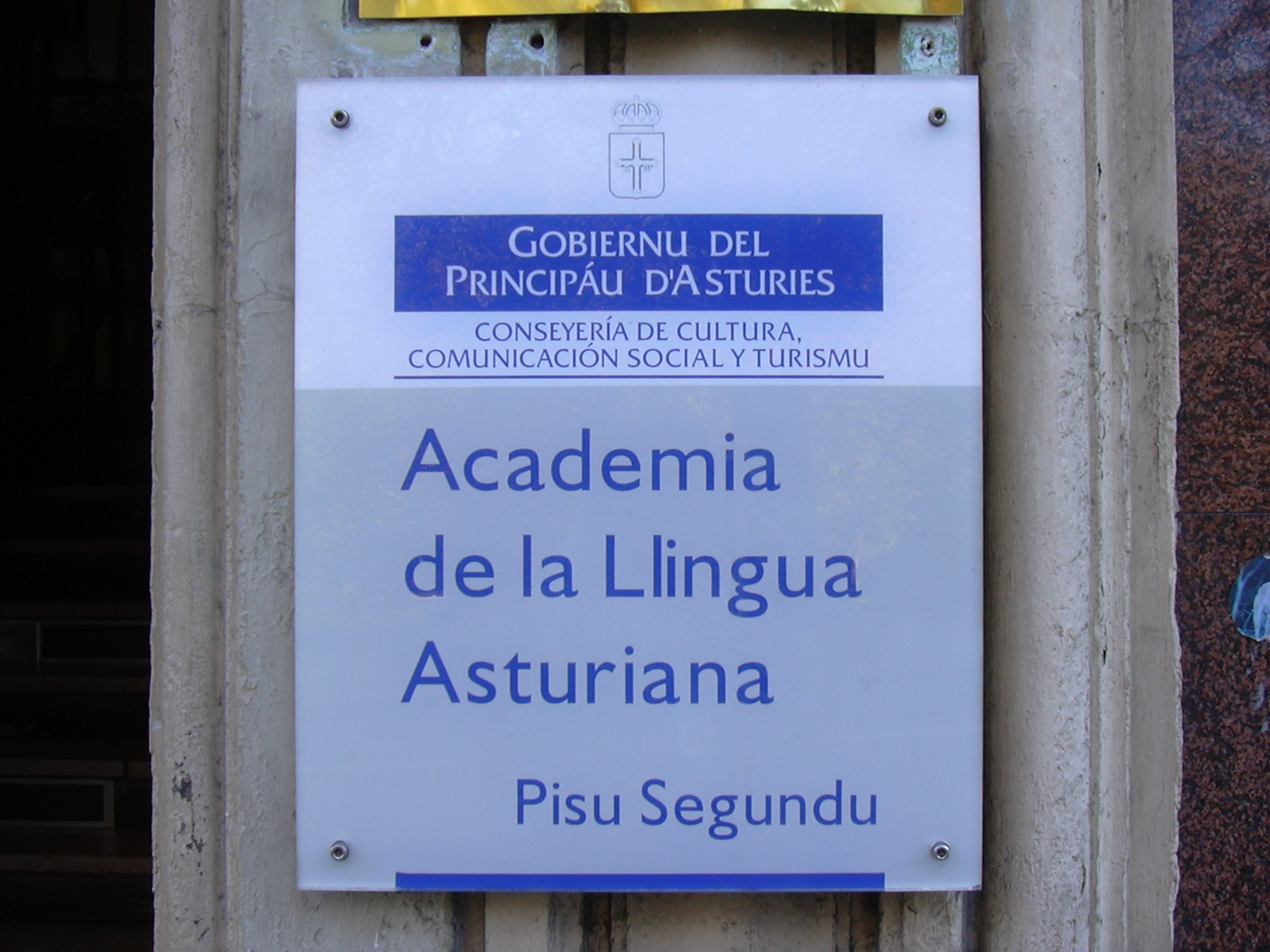

Академия астурийского языка (исп. Academia de la Lengua Asturiana, астур. Academia de la Llingua Asturiana, ALLA) — организация в испанской провинции Астурии, целью которой является изучение, продвижение и защита астурийского языка.

## История
Происхождение ALLA относится к концу XVIII века, когда Ховельянос и канон Гонсалес де Посада обменялись корреспонденцией по этому поводу в 1791 году. Проект Ховельяноса не мог быть осуществлён из-за его ссылки на Майорке.
В 1920-х годах была создана Королевская Астурийская Академия Искусств и Литературы, спонсируемая такими людьми, как Пин де Приа (исп.). Она была разделена на четыре секции, и его главной целью было создать астурийский словарь и грамматику и издать журнал. Остальные секции были направлены на популяризацию астурийской литературы, театра и музыки.
В 1945 году на первом этапе режима Франко управляющий комитет провинциального совета согласовал создание академического института, Института астурийских исследований, специально предназначенного для исследований и публикаций, обучения и популяризации астурийской культуры.